# You Can't Imagine How Much Fun We're Having
You Can't Imagine How Much Fun We're Having er det fjerde studiealbum fra rapgruppen Atmosphere. "Watch Out" var første single fra albummet, og indtil videre eneste. Nummeret "That Night" omhandler mordet på en af bandets fans under en koncert og problemerne med at håndtere denne situation.

## Spor
1. The Arrival
2. Panic Attack
3. Watch Out
4. Musical Chairs
5. Say Hey There
6. Hockey Hair
7. Bam
8. Pour Me Another
9. Smart Went Crazy
10. Angelface
11. That Night
12. Get Fly
13. Little Man